# NGC 3870
NGC 3870 is een lensvormig sterrenstelsel in het sterrenbeeld Grote Beer. Het hemelobject werd op 17 maart 1790 ontdekt door de Duits-Britse astronoom William Herschel.

## Synoniemen
- UGC 6742
- MCG 8-22-1
- MK 186
- ZWG 268.81
- IRAS 11432+5028
- PGC 36686